# Sydvästra Sirköns naturreservat
Sydvästra Sirköns naturreservat är ett naturreservat i Tingsryds kommun i Småland (Kronobergs län).
Reservatet är skyddat sedan 2022 och är 150 hektar stort. Det omfattar sydvästra delen av ön Sirkön och vattnet utanför i sjön Åsnen och består av bokdominerad skog. 